# Bernard di Soissons
Bernard di Soissons (Soissons, XIII secolo – ...) è stato un architetto francese. Ultimo dei quattro architetti della Cattedrale di Reims. Alla costruzione della quale lavorò dal 1255 al 1290 o dal 1259 al 1294 a seconda del fonti.
Parti dei lavori furono abbastanza ben documentate nel labirinto che fu distrutto nel 1778.

Labirinto

## Cattedrale di Reims
Prese in mano il progetto della cattedrale successivamente a Jean d'Orbais, Jean Le Loup e Gaucher di Reims
È stato responsabile, tra le altre cose
- gran parte della facciata occidentale fino al livello della Galleria della Gloria che presenta i re di Francia;
- i tre pilastri meridionali delle prime tre campate;
- le volte delle prime cinque campate a partire dal rosone;
- le tre doppie rampe degli archi rampanti .In ciano le parti della Cattedrale di Reims  realizzate da Bernard di Soissons

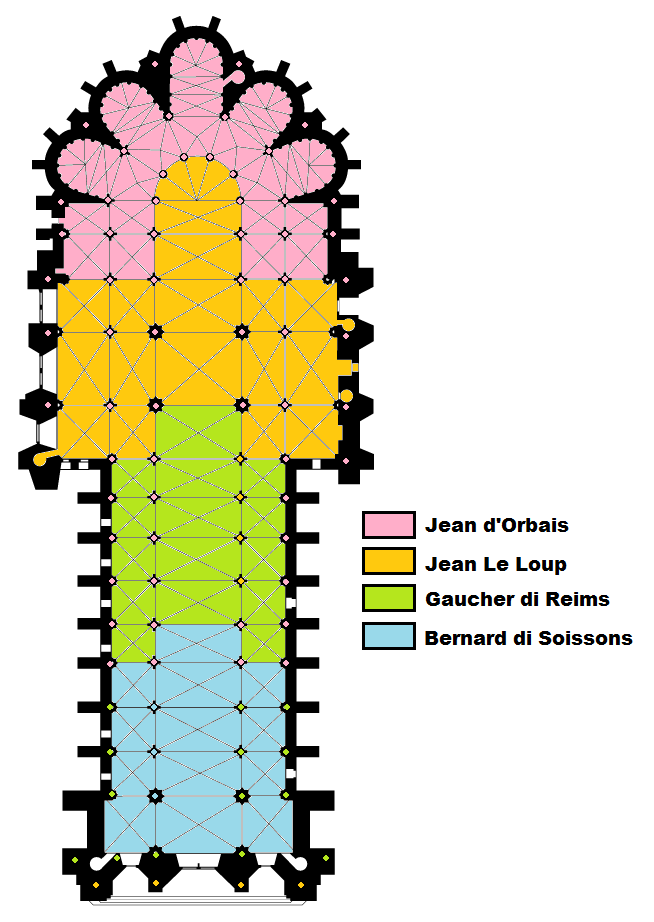
In ciano le parti della Cattedrale di Reims realizzate da Bernard di Soissons